# バットマン (映画)
『バットマン』（Batman）は、1989年に公開されたDCコミックスのバットマンに基づくアメリカ合衆国のスーパーヒーロー映画。80年代後半から90年代後半にかけて製作されたバットマンの実写映画シリーズの第1作。ティム・バートンが監督、ジョン・ピーターズとピーター・グーバーが製作を務め、ブルース・ウェイン／バットマン役でマイケル・キートン、ジョーカー役でジャック・ニコルソンが出演した。
スティーヴン・ジェイ・シュナイダーの『死ぬまでに観たい映画1001本』に掲載されている。

## ストーリー
犯罪と暴力がはびこる都市 ゴッサム・シティ。この街の犯罪者の間で巨大な蝙蝠に襲われるという噂が広まっていた。ある晩、強盗犯の前に異形のボディスーツを纏った黒い怪人が現れる。彼は強盗犯に制裁を加えると「バットマン」を名乗り、「仲間に自分のことを話せ」と言い残して闇へと消えていった。
同僚たちから笑われながらもこの噂を信じて調べている新聞記者のノックスと聡明な女性カメラマンのヴィッキー・ベールは、取材の過程でゴッサム一の大富豪である青年 ブルース・ウェインと知り合う。ヴィッキーはブルースの謎めいた魅力に興味を持ち、次第に二人は惹かれ合っていく。ヴィッキーは一見楽天家にも見えるブルースの孤独な一面を察し、またブルースも彼女にだけは長い間閉ざしていた心を開いていった。
一方、ゴッサムの裏社会を牛耳るマフィア、グリソムの右腕であるジャック・ネーピアは、グリソムの愛人に手を出したことで怒りを買う。グリソムの罠により化学工場で警官隊と応戦していたジャックと部下たちは、現れたバットマンにより次々と倒されてゆく。ジャックはバットマンを銃で撃つが、スーツの効果により跳ね返された弾丸が近くの機械に当たり、破片を顔面に浴びたジャックは化学薬品の液槽に転落する。
ジャックは一命を取り留めて警察からも逃げたが、化学薬品の作用で肌は真っ白に漂白され、顔面は神経が麻痺したことから極端に引きつった笑い顔に表情が固定されてしまう。その姿はまさしくトランプのジョーカーそのものであり、これに大きなショックを受けたジャックは精神に異常をきたす。しかしその狂気は彼が持ち合わせていた明晰な頭脳と残虐性を更に研ぎ澄ます。ジャックは「ジョーカー」を名乗ると、自分を罠にはめたグリソムを手始めに次々と裏社会の大物たちを“笑いながら”殺害してゆく。
程なくしてゴッサム・シティは“笑う殺人鬼”ジョーカーが支配する街へと変貌していった。ジョーカーは市政200年記念祭を乗っ取った上でバットマンに対決を申し込む。ブルースはジョーカーとの因縁に気付き、決着を着けるべくバットマンとなり立ち向かう。

## 登場人物
ブルース・ウェイン / バットマン
ゴッサムシティで犯罪者を退治するヒーロー。正体はゴッサム一の大富豪である青年、ブルース・ウェイン。少年時代に両親を強盗に殺害された経験がバットマンとしての原動力となっている。
ジャック・ネイピア / ジョーカー
ゴッサムシティを牛耳る犯罪組織の幹部。ボスのグリソムの愛人を寝取り、それが原因でグリソムに罠にかけられる。薬品工場でバットマンと戦った際、自分が撃った銃弾をバットマンに弾かれて顎に受け、化学薬品のタンクに転落した。一命を取り留めるが、跳弾による顎の傷が原因で顔面の神経が麻痺し、手術を担当した闇医者の技術不足もあって、表情が極端に引きつった笑顔に固定されてしまう。さらに、皮膚が化学薬品の作用で真っ白に漂白されてしまい、そのショックで精神に異常をきたし、ジョーカーを名乗るようになる。本作ではブルースの両親を強盗殺人した人物はジャックということになっている。
ヴィッキー・ベール
女性カメラマン。報道も担当している。複数の男から好意を寄せられる美貌の持ち主。ノックスと手を組んでバットマンの取材をし、ピューリッツァー賞を狙う。ブルースと出会い、お互いに惹かれていく。
アレクサンダー・ノックス
ヴィッキーの同僚の新聞記者。彼の書く記事には市民から定評があり、ブルースも彼の記事のファンだという。
アルフレッド・ペニーワース
ウェイン家の執事。
ジェームズ・ゴードン
ゴッサム市警の本部長。マフィア撲滅のために精力的に活動する。
ハービー・デント検事
ゴッサムシティの新たな地方検事。後のヴィラン「トゥーフェイス」であるが、本作では検事としての出番だけで、トゥーフェイスにならない。
ボルグ
ゴッサムシティの市長。
カール・グリソム
ゴッサムシティを牛耳るマフィアのボス。愛人のアリシアを寝取られた恨みからジャックを謀殺しようとするが、一命を取り留めジョーカーとなったジャックに銃殺される。
アリシア
グリソムの愛人。ジャックとも関係を持っており、それがカールがジャックを殺害しようとする切っ掛けになった。グリソムの死後はジョーカーと化したジャックの傍におり、白い仮面を付けている。
エクハート
ゴッサム市警の警部補で、裏でマフィアと繋がっている汚職警官。ジャックとは反りがあわず、彼への反発心から、グリソムにジャックとアリシアの関係を密告した。後に化学工場で、裏切りを知ったジャックに射殺される。
ボブ
ジャックの右腕。

## キャスト
| 役名                            | 俳優                         | 日本語吹替                                                                  | 日本語吹替                  | 日本語吹替 | 日本語吹替 |
| 役名                            | 俳優                         | ソフト版                                                                    | TBS版                       | テレビ朝日版 （吹替補完版） |            |
| ------------------------------- | ---------------------------- | --------------------------------------------------------------------------- | --------------------------- | --- | ---------- |
| ブルース・ウェイン / バットマン | マイケル・キートン           | 渡辺裕之                                                                    | 堀勝之祐                    | 山寺宏一 （山寺宏一） |            |
| ジャック・ネーピア / ジョーカー | ジャック・ニコルソン         | デーモン小暮                                                                | 大平透                      | 内海賢二 （玄田哲章） |            |
| ヴィッキー・ベール              | キム・ベイシンガー           | 宮崎ますみ                                                                  | 土井美加                    | 小山茉美 （小山茉美） |            |
| アレクサンダー・ノックス        | ロバート・ウール             | 大塚芳忠                                                                    | 村山明                      | 江原正士 （江原正士） |            |
| アルフレッド・ペニーワース      | マイケル・ガフ               | 松岡文雄                                                                    | 上田敏也                    | 内田稔 （御友公喜） |            |
| ジェームズ・ゴードン総監        | パット・ヒングル             | 大木民夫                                                                    | 亀井三郎                    | 藤本譲 |            |
| ハービー・デント検事            | ビリー・ディー・ウィリアムズ | 筈見純                                                                      | 原田一夫                    | 田中信夫 （田中耕二） |            |
| ボルグ市長                      | リー・ウォレス               | 小島敏彦                                                                    | 徳丸完                      | 大木民夫 （大木民夫） |            |
| ボブ                            | トレイシー・ウォルター       | 村田則男                                                                    | 田原アルノ                  | 広瀬正志 |            |
| アリシア                        | ジェリー・ホール             | 一柳みる                                                                    | 勝生真沙子                  | 藤木聖子 |            |
| エクハート警部補                | ウィリアム・フットキンス     | 小山武宏                                                                    | 茶風林                      | 飯塚昭三 |            |
| カール・グリソム                | ジャック・パランス           | 阪脩                                                                        | 納谷悟朗                    | 大塚周夫 |            |
| 若き日のジャック・ネーピア      | ヒューゴ・ブリック           | デーモン小暮                                                                | 大平透                      | 内海賢二 |            |
| その他声の出演                  |                              | 山野史人 鹿島信哉 幹本雄之 伊藤和晃 伊井篤史 中野聖子 磯辺万沙子 麻生かほ里 | 仲木隆司 目黒光祐 稲葉実 他 | 津田英三 秋元羊介 小島敏彦 真殿光昭 島香裕 辻親八 沢海陽子 水野龍司 堀越真己 伊藤和晃 大川透 中澤やよい 津村まこと 小野英昭 寺内よりえ （大塚さと） |            |

## スタッフ
- 監督：ティム・バートン
- 音楽：ダニー・エルフマン
- 脚本：サム・ハム＆ウォーレン・スカーレン
- 製作：ピーター・グーバー、ジョン・ピーターズ
- 製作総指揮：ベンジャミン・メルニカー＆マイケル・E・ウスラン
- 美術：アントン・ファースト
- 装置監督：ピーター・ヤング
- 撮影：ロジャー・プラット
- 編集：レイ・ラヴジョイ
- 衣装：ボブ・リングウッド＆Tony Dunsterville
- キャスティング：マリオン・ダクハーティー
- キャラクター原案：ボブ・ケイン
- 挿入歌：プリンス
- 日本語字幕：戸田奈津子[4]

### 日本語吹替製作
| 役職           | ソフト版                                      | TBS版                    | テレビ朝日版          | 吹替補完版       |
| -------------- | --------------------------------------------- | ------------------------ | --------------------- | ---------------- |
| 演出           | 松川陸                                        | 春日正伸                 | 佐藤敏夫              | 佐藤敏夫         |
| 翻訳           | トランスグローバル                            | 飯嶋永昭                 | 平田勝茂              | 平田勝茂         |
| 効果           |                                               |                          | リレーション          |                  |
| 調整           |                                               |                          | 阿部佳代子            |                  |
| 録音           | トランスグローバルスタジオ 東京テレビセンター |                          |                       |                  |
| プロデューサー | 小川政弘 （ワーナー・ホーム・ビデオ）         | 上田正人 （TBS）         | 福吉健 （テレビ朝日） |                  |
| 制作           | ワーナー・ホーム・ビデオ トランスグローバル   | ムービーテレビジョン TBS | 東北新社              | ブロードメディア |

## 作品解説

### 作風
当時のアメコミ界は「リアルな世界観」に移行する時期にあたっており、本作もその影響下にある。ゴシック様式と工業都市が交じり合ったゴッサム・シティの造形やダウンタウンの描写、そこを疾走するバットモービルなど、現実とフィクションの間を狙ったような画面作りが特徴（『フルメタル・ジャケット』などの美術監督アントン・ファーストはこの作品でアカデミー美術賞を得ている）。本作の作風は「市民ケーン」に強く影響を受けているという指摘がある。
加えて、監督であるティム・バートン独自の作風『異形への愛』が、バットマンやジョーカーといったキャラクター達に注がれている。

### 製作費
ジョーカー役であるジャック・ニコルソンの、一説には「総制作費の50%」とも言われる高額なギャランティーも話題であったが、そもそも本作は比較的低予算で制作されたこともあり（いわゆるB級映画）、彼クラスの俳優としてはそれほど法外な額とは言えない。
結果的に、興行収入から一定の額を受け取ることのできる契約によって、最終的な報酬は6000万ドルに達した。
ジョーカー役のオファーはロビン・ウィリアムズやアラン・リックマンにもあったが、両者は断っている。

### 音楽
音楽はバートン作品の常連であるダニー・エルフマン他、アーティストのプリンスが担当ということになっているが、サウンドトラック『バットマン』はプリンス名義のアルバムとして販売された上に劇中では使用されていない曲も複数含んでいるため、むしろバットマンというテーマで作られた彼自身のオリジナルアルバムから曲が提供されたと言ったほうが意味合いは近い。このアルバムにはヴィッキー・ベール役を演じたキム・ベイシンガーが一部参加しているほか、本編内の台詞をリミックスして作られた「バットダンス」も収録され、「Batdance」はミュージックビデオも公開されている。なお、ダニー・エルフマンの作曲したBGMのみを収録した『Batman: Original Motion Picture Score』も発売された。

### 評価
製作当時、コミックの姿とは似ても似つかないマイケル・キートンの起用に対し、ファンからの批判が起こったが、映画の方向性が“狂気を内包したバットマンと狂気を体現するジョーカーとの対比”に置かれていたことから、公開後そうした声は収まっていったという経緯がある。
ただし、1960年代のテレビドラマ版『バットマン』でバットマンの相棒 ロビンを演じたバート・ウォードは、本作に対して「暴力的過ぎる」と批判的なコメントをしている。実際、原作コミックにおけるバットマンは極力殺人は犯さないのが信条であるが、本作及び続編『バットマン リターンズ』では犯罪者を容赦なく殺害している場面がある。ジャック・ニコルソンのジョーカーは滑稽なシーザー・ロメロ版とは対照的に当時のコミックに合わせた暗いものだが、ロメロを意識したスタイルにもなっている。

## 続編・クロスオーバー

### バットマン リターンズ
1992年、本作の続編である実写映画『バットマン リターンズ』が公開された。

### クライシス・オン・インフィニット・アース（アローバース）
2019年、アローバースのクロスオーバー・イベント『クライシス・オン・インフィニット・アース』の第1回に当たる『SUPERGIRL/スーパーガール』シーズン5 第9話で、本作の世界が「アース89」と紹介され、本作と同じくロバート・ウール演じるアレクサンダー・ノックスが登場した。

### BATMAN '89（コミック）
2021年、『バットマン リターンズ』の続編としてコミック『BATMAN '89』が刊行された。脚本は本作と同じくサム・ハム。

90年代に『バットマン リターンズ』の続編として製作された映画『バットマン フォーエヴァー』と映画『バットマン & ロビン Mr.フリーズの逆襲』の物語は、サム・ハムに本作とは別の世界「アース97」の物語と見なされており、『BATMAN '89』には反映されていない。

### ザ・フラッシュ（映画）
マイケル・キートンがブルース・ウェイン／バットマンを再演する。

以後、マイケル・キートン演じるブルース・ウェインは、マーベル・シネマティック・ユニバースにおけるニック・フューリーのように複数の作品に登場する可能性があるという。

### バットガール（映画）
マイケル・キートンがブルース・ウェイン／バットマンを再演する。